# Галкин, Шимон
Шимон Га́лкин (28 октября 1898, Довск, Могилёвская губерния — 19 ноября 1987, Иерусалим) — израильский поэт, романист и литературовед, переводчик, исследователь литературы, редактор. Писал на иврите. Лауреат Государственной премии Израиля (1975). Почётный гражданин Иерусалима (1970).

## Биография
Родился в семье Гилеля Галкина и Ханы Парицкой. Родной брат А. С. Галкина, двоюродный брат С. З. Галкина. В 1914 году эмигрировал в США. В 1928 году окончил Нью-Йоркский университет. В 1925—1932 годах преподаватель в Хибру Юнион Колледже. В период с 1932 по 1939 год жил в Тель-Авиве, работал в качестве учителя одной из средних школ. В 1939 году вернулся в США, был профессором литературы на иврите в Еврейском институте религии (Нью-Йорк). С 1949 по 1968 год был профессором новой литературы на иврите в Еврейском университете в Иерусалиме.
Полное собрание стихотворений и поэм Галкина было издано в 1977 году. Среди переводов — произведения Шекспира, Дж. Лондона, П. Б. Шелли, сборник стихотворений современного греческого поэта Г. Сефериса (1974).

### Произведения
- «Иехиэль Хахагри» (роман; 1928)
- «Ал ха-и» («На острове», сборник стихов 1945)
- «Ад машбер» («На грани перелома», роман 1945)
- «Течения в современной литературе на иврите», 1950, написана на английском языке)
- «Ма‘авар Яббок» («Переход через реку Яббок», сборник стихов 1965)
- «Драхим ве-циддей драхим ба-сифрут» («Пути и обочины в литературе», трёхтомник литературных эссе и критических статей 1965)
- «Нехар» («Чужбина», сборник рассказов 1972)
- «Мускамот у-машберим бе-сифрутену» («Общепринятое и переломное в нашей литературе») (сборник лекций 1980)